# Junia Rufina
Junia Rufina (Baelo Claudia, Tarifa, Cadis, segle ii dC) Fou una influent i poderosa matrona hispanoromana de la Bètica.
Les primeres notícies de Junia Rufina provenen de les troballes fetes a les excavacions del conjunt arqueològic de Baelo Claudia, ciutat fundada el segle ii dC a la zona de l'estret de Gibraltar, a prop de Tarifa. Fou una ciutat portuària, la seva riquesa provenia de la pesca, la salaó i sobretot del comerç amb el nord d'Àfrica (Mauritània Tingitana). L'emperador Claudi li concedí l'estatus de municipium. El màxim esplendor arribà en els segles i i ii dC, però la forta sismicitat de la zona en provocà diverses vegades la destrucció parcial. A finals del segle iv dC fou abandonada pels romans i ocupada per paleocristians, visigots i altres hordes invasores.
L'any 1917 s'iniciaren les primeres excavacions. El projecte fou liderat pels arqueòlegs francesos George Edward Bonsor i Pierre Paris, que hi trobaren les restes de Baelo Claudia enterrades a la badia de Bolonia i fou definida com la petita Pompeia espanyola. Malgrat la seva importància, al cap de cent anys, només s'havia excavat un 20 per cent de la ciutat.
El 2001, durant uns treballs de neteja i condicionament a l'àrea sacra de la necròpolis, prop de la porta de Carteia, sortí a la llum la imponent escultura en marbre de Mijas d'una dama togada a la qual faltava el cap i va ser datada de la primera meitat del segle ii. Catorze anys més tard, el juny de 2018, en el marc del projecte encapçalat pel professor i arqueòleg Fernando Prados Martínez, de la Universitad d'Alacant, a quatre metres de profunditat, aparegué el sumptuós mausoleu de marbre i columnes corínties que contenia les restes òssies de Junia Rufina. En un bloc a l'entrada del mausoleu hi ha un epígraf funerari amb lletres de bronze, amb la inscripció (en llatí): Per als déus Manes (diis Manibus) de Junia Rufina, filla de Marco Ruf. «Ruf »seria l'abreviatura del cognom Rufina, d'origen fenici, que després de la conquesta romana fou clàssic de les famílies nobles gaditanes i és el cinquè més freqüent dels que s'han documentat a Hispania. Pel que fa al nom «Iunius» i la seva variant femenina «Iunia» eren dos noms molt freqüents a Hispania; a la mateixa Baelo Claudia hi ha documentada una Iunia Eleuthera. Aquest epitafi, en el qual no consta marit, ni fills, és l'únic d'aquestes característiques a Espanya. Els arqueòlegs i historiadors dedueixen que Junia Rufina fou una dona influent per ella mateixa, empoderada fins al punt de ser la promotora de la seva pròpia tomba. Un fet insòlit a la societat hispanoromana del segle ii dC.
El 2019 es donaren a conèixer els resultats del projecte sobre la mort i els ritus funeraris a Baelo Claudia, amb l'exposició «Vltra Tuimba: Luz y sombra en las necrópolis de Baelo Claudia».
Actualment el Conjunt Arqueològic està museïtzat i es continua investigant l'enigma de Junia Rufina.